# 鹿又武三郎
鹿又 武三郎（かのまた たけさぶろう、明治3年3月13日（1870年4月13日） - 1933年（昭和8年））は、仙台市長。検事。弁護士。

## 経歴
仙台出身。1895年（明治28年）、東京法学院（現在の中央大学）を卒業し、判事検事登用試験に合格した。1898年（明治30年）、湯沢区裁判所
検事となり、奈良地方裁判所検事、大阪地方裁判所検事、名古屋地方裁判所検事、富山地方裁判所検事正、名古屋控訴院検事、旭川地方裁判所検事正などを歴任した。
1919年（大正8年）、仙台市長に就任し、2期8年務めた。3期目を目指した1927年（昭和2年）8月の仙台市長選挙では、市会（市議会）投票において13票を獲得するも、15票を獲得した山口龍之助に及ばず落選した（当時の市長は公選ではなかった）。
この選挙戦では、市会において鹿又派と山口派が多数派工作のために激しく対立、市会の過半数の支持を獲得できなかった山口は、当選後にも困難な市政運営を強いられることになった。
市長退任後は弁護士として活動し、仙台育英中学校理事長を務めた。